# Giuseppe Tosi
Giuseppe Tosi (Italia, 25 de mayo de 1916-10 de junio de 1981) fue un atleta italiano, especialista en la prueba de lanzamiento de disco en la que llegó a ser subcampeón olímpico en 1948.

## Carrera deportiva
En los JJ. OO. de Londres 1948 ganó la medalla de plata en el lanzamiento de disco, con una marca de 51.78 metros, siendo superado por su paisano italiano Adolfo Consolini (oro) y por delante del estadounidense Fortune Gordien (bronce con 50.77 metros).